# Leptoneta manca
Espèce
Synonymes
- Leptoneta proserpina manca Fage, 1913

Leptoneta manca est une espèce d'araignées aranéomorphes de la famille des Leptonetidae.

## Distribution
Cette espèce est endémique des Alpes-Maritimes en Provence-Alpes-Côte d'Azur en France. Elle se rencontre dans la grotte du Baou-des-Blancs à Vence.

## Taxinomie
Décrite comme une sous-espèce de Leptoneta proserpina, elle a été élevée au rang d'espèe par Dresco en 1987.

## Publication originale
- Fage, 1913 : Études sur les Araignées cavernicoles. II. Révision des Leptonetidae. Biospelogica, XXIX. Archives de zoologie expérimentale et générale, vol. 10, no 5, p. 479-576 (texte intégral).